# Тиврівська селищна рада
Ти́врівська се́лищна ра́да — адміністративно-територіальна одиниця та орган місцевого самоврядування в Тиврівському районі Вінницької області. Адміністративний центр — селище міського типу Тиврів.

## Загальні відомості
Тиврівська селищна рада утворена в 1921 році.
- Територія ради: 6,25 км²
- Населення ради: 4 261 особа (станом на 1 січня 2011 року)
- Територією ради протікає річка Південний Буг

## Населені пункти
Селищній раді підпорядковані населені пункти:
- смт Тиврів

## Склад ради
Рада складається з 22 депутатів та голови.
- Голова ради: Кицишин Сергій Миколайович
- Секретар ради: Левчук Оксана Іванівна

### Керівний склад попередніх скликань
| Прізвище, ім'я, по батькові   | Основні відомості                                                                     | Дата обрання | Дата звільнення |
| ----------------------------- | ------------------------------------------------------------------------------------- | ------------ | --------------- |
| Бучинський Олег Васильович    | Селищний голова, 1968 року народження, член Партії промисловців і підприємців України | 26.03.2006   | 31.10.2010      |
| Лісовий Валентин Анатолійович | Селищний голова, 1957 року народження, освіта вища, безпартійний                      | 31.10.2010   | 12.03.2013      |

Примітка: таблиця складена за даними сайту Верховної Ради України

### Депутати
За результатами місцевих виборів 2010 року депутатами ради стали:

#### За суб'єктами висування
| Суб'єкт висування                                       | Кількість обраних депутатів | %  |
| ------------------------------------------------------- | --------------------------- | -- |
| Політична партія Всеукраїнське об'єднання «Батьківщина» | 15                          | 75 |
| Самовисування                                           | 2                           | 10 |
| Соціалістична партія України                            | 2                           | 10 |
| Комуністична партія України                             | 1                           | 5  |

#### За округами
| № округу                                                | Прізвище, ім'я, по батькові      | Дата визнання обраним | Освіта             | Партійна приналежність                        | Відомості про обраного депутата                                                                   |
| ------------------------------------------------------- | -------------------------------- | --------------------- | ------------------ | --------------------------------------------- | ------------------------------------------------------------------------------------------------- |
| Комуністична партія України                             |                                  |                       |                    |                                               |                                                                                                   |
| 4                                                       | Мачай Василь Семенович           | 03.11.2010            | вища               | позапартійний                                 | фермерське господарство «Зоря» с. Шершні, голова                                                  |
| Політична партія Всеукраїнське об'єднання «Батьківщина» |                                  |                       |                    |                                               |                                                                                                   |
| 1                                                       | Вітюк Людмила Михайлівна         | 03.11.2010            | вища               | позапартійна                                  | Тиврівська загальноосвітня школа I-III ст., вчитель                                               |
| 2                                                       | Свідзінська Оксана Володимирівна | 03.11.2010            | вища               | позапартійна                                  | Тиврівська РДА, головний спеціаліст управління економіки                                          |
| 3                                                       | Левчук Оксана Іванівна           | 03.11.2010            | вища               | позапартійна                                  | Тиврівське відділення Вінницької МДПІ, головний податковий ревізор                                |
| 5                                                       | Береговий Іван Володимирович     | 03.11.2010            | середня            | позапартійний                                 | приватний підприємець                                                                             |
| 6                                                       | Горбатюк Дмитро Данилович        | 03.11.2010            | середня            | член Всеукраїнського об'єднання «Батьківщина» | Тиврівський будинок-інтернат геріатричного профілю, медбрат                                       |
| 7                                                       | Гончарук Іван Леонідович         | 03.11.2010            | середня            | позапартійний                                 | Тиврівський трудовий архів, бухгалтер                                                             |
| 8                                                       | Полозюк Антоніна Казимирівна     | 03.11.2010            | середня спеціальна | член Всеукраїнського об'єднання «Батьківщина» | Тиврівська селищна рада, бухгалтер                                                                |
| 13                                                      | Сорока Ніна Петрівна             | 03.11.2010            | середня            | член Всеукраїнського об'єднання «Батьківщина» | Тиврівська селищна рада, касир                                                                    |
| 14                                                      | Ситник Олександр Олександрович   | 03.11.2010            | вища               | позапартійний                                 | СДНП- 31, водій                                                                                   |
| 15                                                      | Вишкварка Юлія Олександрівна     | 03.11.2010            | вища               | член Всеукраїнського об'єднання «Батьківщина» | Тиврівська селищна рада, оператор компютерного набору                                             |
| 16                                                      | Гончарук Олена Михайлівна        | 03.11.2010            | вища               | член Всеукраїнського об'єднання «Батьківщина» | Тиврівський ліцей-інтернат поглибленої підготовки у галузі наук, вчитель                          |
| 17                                                      | Татарчук Оксана Василівна        | 03.11.2010            | середня            | член Всеукраїнського об'єднання «Батьківщина» | Тиврівська селищна рада, інспектор військового облікового столу                                   |
| 18                                                      | Франко Оксана Павлівна           | 03.11.2010            | вища               | позапартійна                                  | Тиврівська РДА, начальник відділу                                                                 |
| 19                                                      | Дібаже Ірина Ахмедівна           | 03.11.2010            | вища               | член Всеукраїнського об'єднання «Батьківщина» | кредитна спілка «Альянс України», керівник відділення                                             |
| 20                                                      | Пастух Ольга Володимирівна       | 03.11.2010            | вища               | член Всеукраїнського об'єднання «Батьківщина» | Тиврівський районний будинок дитячої та юнацької творчості, секретар                              |
| Соціалістична партія України                            |                                  |                       |                    |                                               |                                                                                                   |
| 9                                                       | Касянчук Людмила Леонідівна      | 03.11.2010            | вища               | позапартійна                                  | відділ освіти Тиврівської РДА, методист                                                           |
| 10                                                      | Олійник Василь Михайлович        | 03.11.2010            | вища               | позапартійний                                 | управління праці та соціального захисту населення Тиврівскої РДА, заступник начальника            |
| Самовисування                                           |                                  |                       |                    |                                               |                                                                                                   |
| 11                                                      | Марущак Валентина Петрівна       | 03.11.2010            | вища               | позапартійна                                  | управління пенсійного фонду України у Тиврівському районі, бухгалтер                              |
| 12                                                      | Сорока Василь Трохимович         | 03.11.2010            | середня            | позапартійний                                 | територіальний центр управління праці та соціального захисту населення Тиврівської РДА, охоронець |